# Annarita
Annarita  è un nome proprio di persona italiano femminile.

## Varianti
- Femminili: Anna Rita[1][2]

## Origine e diffusione
Si tratta di un nome composto, formato dall'unione di Anna e Rita, a sua volta un ipocoristico di Margherita. Secondo dati raccolti negli anni '70, con 11.000 occorrenze è il terzo per diffusione fra i composti basati su Anna, dietro ad Annamaria e Annarosa e seguito da Annalisa.

## Onomastico
L'onomastico si può festeggiare lo stesso giorno di Anna o di Rita.

## Persone

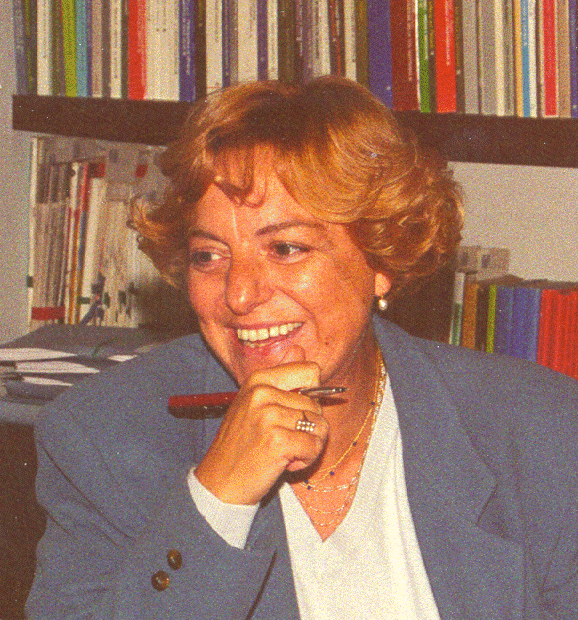
Annarita Buttafuoco

- Annarita Anellino, cestista italiana
- Annarita Buttafuoco, storica e femminista italiana
- Annarita Grapputo, attrice e modella italiana
- Annarita Sidoti, marciatrice italiana
- Annarita Spinaci, cantante italiana

### Variante Anna Rita
- Anna Rita Angotzi, velocista italiana
- Anna Rita Del Piano, attrice e regista teatrale italiana
- Anna Rita Fioroni, politica e avvocata italiana
- Anna Rita Pasanisi, doppiatrice e direttrice del doppiaggio italiana
- Anna Rita Sparaciari, schermitrice italiana